# Gerson Bendt
Gerson Bendt is een Surinaams dammer. Hij was in 2003, 2005, 2010, 2013, 2014 en 2017 kampioen van Suriname. In 2014 werd hij uitgeroepen tot Surinaams Sneldammer van het jaar. Hij komt af en toe uit op internationale open toernooien. In 2017 werd hij tweede tijdens de Curaçao Open Challenge waaraan 36 dammers deelnamen.